# Chaetorivellia trifasciata
Chaetorivellia trifasciata är en tvåvingeart som först beskrevs av Carl Ludwig Doleschall 1858.  Chaetorivellia trifasciata ingår i släktet Chaetorivellia och familjen bredmunsflugor. Inga underarter finns listade i Catalogue of Life.